# Partido Radical Sérvio
O Partido Radical Sérvio (em sérvio: Српска радикална странка, CPC / Srpska radikalna stranka, SRS) é um partido político nacionalista de direita da Sérvia.
O partido foi fundado em 1991, com apoio do líder comunista sérvio Slobodan Milošević, por Vojislav Šešelj, com objectivo de propagar ao máximo o nacionalismo sérvio e a ideia de uma Grande Sérvia, para assim conseguir mobilizar apoio popular para a política seguida na Sérvia.
Durante a Guerra da Jugoslávia, o partido esteve envolvido na organização de milícias paramilitares, sendo que, depois da Guerra, muito dos seus militantes foram acusados de crimes de guerra, com especial destaque para o líder do SRS, Vojislav Šešelj.
A nível eleitoral, o partido rapidamente tornou-se uma das grandes forças políticas do país, com percentagens a rondar os 20%, muito graças à sua retórica ultranacionalista, populista, anti-NATO e eurocética.
Em 2003, após Vojislav Šešelj se entregar para responder às acusações de crimes cometidos na Guerra da Jugoslávia no Tribunal de Haia, Tomislav Nikolić assumiu a liderança do SRS, mas, em 2008, Nikolic e seus apoiadores, por discordarem do eurocepticismo e da direcção do partido, rompem com o partido e criam o Partido Progressista Sérvio.
Em 2016, o fundador do partido, Vojislav Šešelj foi absolvido dos crimes de Guerra e contra a Humanidade pelo Tribunal Internacional de Justiça, e, após tal decisão voltou a assumir o controlo do partido.

## Resultados eleitorais

### Eleições legislativas
| Data | CI.  | Votos     | %            | +/-  | Deputados | +/-     | Status            |
| ---- | ---- | --------- | ------------ | ---- | --------- | ------- | ----------------- |
| 1992 | 2.º  | 1 359 086 | 22,6 / 100,0 |      | 73 / 250  |         | Governo           |
| 1993 | 3.º  | 595 467   | 13,9 / 100,0 | 8,7  | 39 / 250  | 34      | Oposição          |
| 1997 | 2.º  | 1 162 216 | 28,1 / 100,0 | 14,2 | 82 / 250  | 43      | Governo           |
| 2000 | 3.º  | 322 333   | 8,6 / 100,0  | 19,5 | 23 / 250  | 59      | Oposição          |
| 2003 | 1.º  | 1 056 256 | 27,6 / 100,0 | 19,0 | 82 / 250  | 59      | Oposição          |
| 2007 | 1.º  | 1 153 453 | 28,6 / 100,0 | 1,0  | 81 / 250  | 1       | Oposição          |
| 2008 | 2.º  | 1 219 436 | 29,5 / 100,0 | 0,9  | 78 / 250  | 3       | Oposição          |
| 2012 | 7.º  | 180 558   | 4,6 / 100,0  | 24,9 | 0 / 250   | 78      | Extra-parlamentar |
| 2014 | 11.º | 72 303    | 2,0 / 100,0  | 2,6  | 0 / 250   | Estável | Extra-parlamentar |
| 2016 | 3.º  | 305 810   | 8,1 / 100,0  | 6,1  | 22 / 250  | 22      | Oposição          |

### Eleições presidenciais
| Data    | Candidato apoiado  | 1ª Volta | 1ª Volta  | 1ª Volta     | 2ª Volta | 2ª Volta  | 2ª Volta     |
| Data    | Candidato apoiado  | CI.      | Votos     | %            | CI.      | Votos     | %            |
| ------- | ------------------ | -------- | --------- | ------------ | -------- | --------- | ------------ |
| 1992    | Slobodan Milošević | 1.º      | 2 515 047 | 53,2 / 100,0 |          |           |              |
| 09/1997 | Vojislav Šešelj    | 2.º      | 1 126 940 | 27,3 / 100,0 | 1.º      | 1 733 859 | 49,1 / 100,0 |
| 12/1997 | Vojislav Šešelj    | 2.º      | 1 227 076 | 32,2 / 100,0 | 2.º      | 1 383 868 | 37,6 / 100,0 |
| 09/2002 | Vojislav Šešelj    | 3.º      | 845 308   | 23,2 / 100,0 |          |           |              |
| 12/2002 | Vojislav Šešelj    | 2.º      | 1 063 296 | 36,1 / 100,0 |          |           |              |
| 2003    | Tomislav Nikolić   | 1.º      | 1 166 896 | 46,2 / 100,0 |          |           |              |
| 2004    | Tomislav Nikolić   | 1.º      | 954 339   | 30,6 / 100,0 | 2.º      | 1 434 068 | 46,0 / 100,0 |
| 2008    | Tomislav Nikolić   | 1.º      | 1 646 172 | 40,0 / 100,0 | 2.º      | 2 197 155 | 48,0 / 100,0 |
| 2012    | Jadranka Šešelj    | 7.º      | 147 793   | 3,8 / 100,0  |          |           |              |
| 2017    | Vojislav Šešelj    | 5.º      | 163 802   | 4,5 / 100,0  |          |           |              |